# 四氟锑酸铵
四氟锑酸铵是一种无机化合物，化学式为NH4SbF4，它有毒且具有腐蚀性，于265 °C分解，放出有毒的氟化氢气体和氨气，同时生成三氟化锑（SbF3）。

## 制备
四氟锑酸铵可由氟化铵溶液和三氟化锑的反应按化学计量比1:1反应制备：
{\displaystyle \mathrm {SbF_{3}+NH_{4}F\longrightarrow NH_{4}SbF_{4}} }
若氟化铵的量不足，会生成NH4Sb2F7；过量则产生(NH4)2SbF5。
在(NH4)3SbF6热分解时，也会生成NH4SbF4中间体。

## 拓展阅读
- Chemical Book（页面存档备份，存于）
- GuideChem
- Accorporation[]
- ChemCD
- ChemWill（页面存档备份，存于）